# Daphnis et Chloé

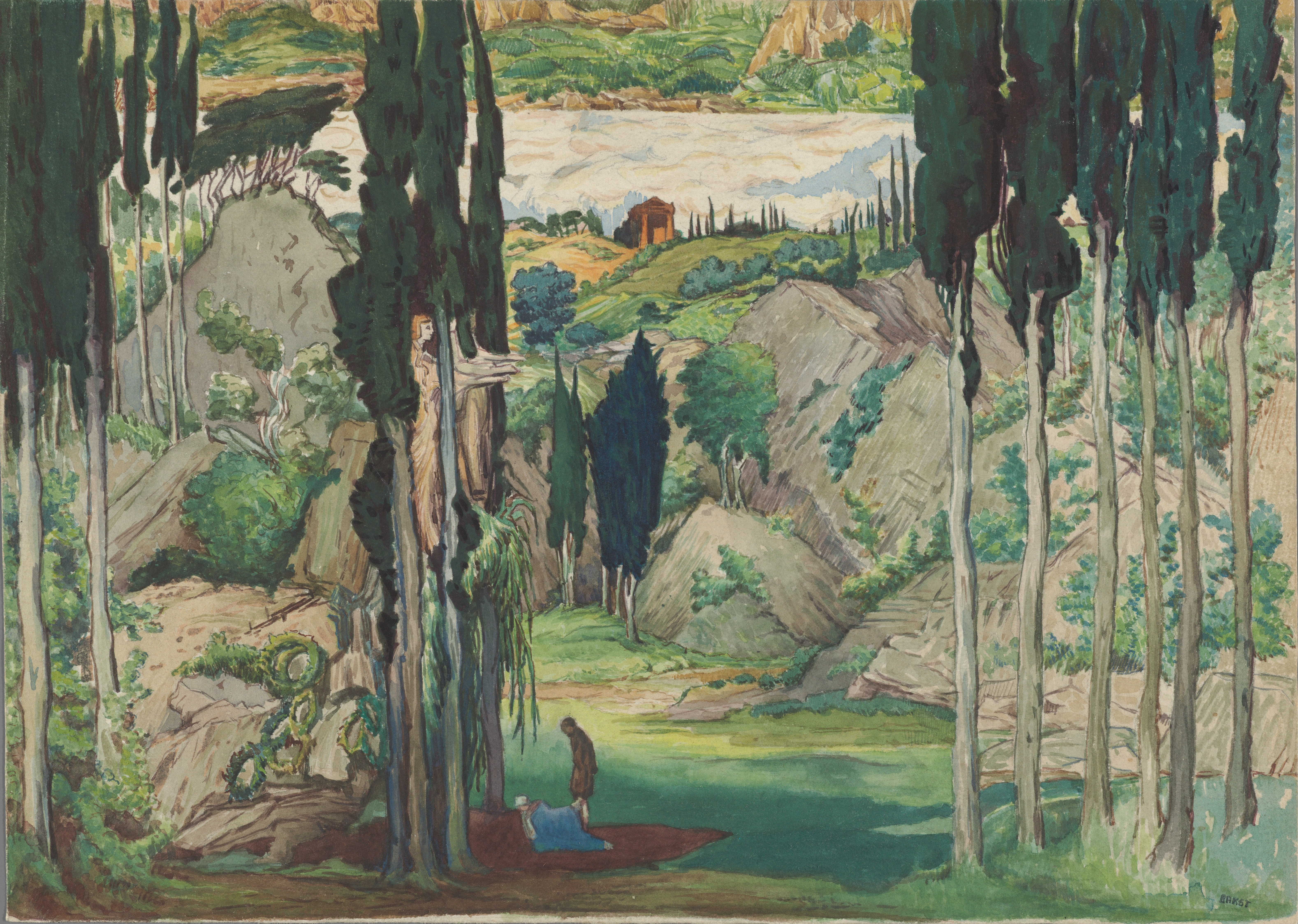
Diseño del decorado usado en el estreno mundial del ballet (Léon Bakst).

Dafnis y Cloe es un ballet con música de Maurice Ravel. Ravel la describió como una symphonie choréographique (“sinfonía coreográfica”).
El guion fue adaptado por Michel Fokine a partir de una novela del mismo título del escritor griego Longo (finales del siglo II-comienzos del III d. C.). Se trata del descubrimiento del amor por parte de dos jóvenes, un cabrero y una pastora, expuestos en su nacimiento y criados por dos familias campesinas. Tras diversas peripecias (presencia de un admirador de Cloe, Dorcón, y de una prostituta que tienta a Dafnis, Liceion; rapto de Cloe por los piratas), se produce un final feliz con la boda de los protagonistas. El guion del ballet presenta una visión lineal de la obra clásica, si bien muy simplificada y con grandes sincretismos. El personaje de Dorcón es una mezcla de Dorcón y Lampis, ambos admiradores de Cloe en la novela clásica. El secuestro de Cloe por unos piratas es mezcla de dos episodios de la novela: el rapto de Dafnis por unos piratas y el secuestro de Cloe por unos excursionistas.
Ravel comenzó a trabajar en la partitura en 1909 por encargo de Serguéi Diáguilev. El ballet se estrenó en el Théâtre du Châtelet de París por los Ballets Rusos el 8 de junio de 1912, bajo la dirección de Pierre Monteux, con coreografía de Michel Fokine y escenografía de Léon Bakst; Vátslav Nizhinski y Tamara Karsávina bailaron los papeles protagonistas.
El ballet fue escrito para una gran orquesta, e incluye partes para un coro mudo (solo vocalizaciones y murmullos). Cuando Diáguilev llevó el ballet a Londres en 1914 omitió el coro, lo que causó el enfado de Ravel, que envió una colérica carta al periódico The Times.
El ballet consta de un solo acto con tres cuadros. Es la obra más larga de Ravel (aproximadamente de una hora de duración). La música, una de las más apasionadas del compositor, es considerada como de las mejores de Ravel, con armonías extraordinariamente exuberantes típicas del impresionismo musical. Posteriormente, el compositor seleccionó varios fragmentos del ballet para hacer dos suites orquestales, la segunda de las cuales es particularmente popular. La obra completa es interpretada más a menudo en conciertos que en escena.
El ballet ha obtenido coreografías posteriores, entre otras las de Frederick Ashton (1951), para el Royal Ballet; Mai-Esther Murdmaa (1968), para el Ballet de Tallin; Glen Tetley (1975), para el Ballet Stravinsky de Dinamarca; Jean-Christophe Maillot (2010), para el Ballet de Montecarlo con Anjara Ballesteros y Jeroen Verbruguen como protagonistas;  Benjamin Millepied (2014), para el Ballet de L´Opéra de París.

## Instrumentación
Dafnis y Cloe está compuesta para una gran orquesta formada por:
- Instrumentos de cuerda: primeros violines, segundos violines, violas, violonchelos, contrabajos, 2 arpas.
- Instrumentos de viento-madera: 1 flautín, 2 flautas, 1 flauta en sol, 2 oboes, 1 corno inglés, 1 clarinete en mi bemol, 2 clarinetes en si bemol, 1 clarinete bajo en si bemol, 3 fagotes, 1 contrafagot.
- Instrumentos de metal: 4 trompas en fa, 4 trompetas en do, 3 trombones, 1 tuba.
- Instrumentos de percusión: timbales, tambor, tamborín, castañuelas, crótalos, platillos, bombo, pandereta, gong, triángulo, tam-tam, celesta, juego de campanillas, eolífono y xilófono.
- Coro: sopranos, mezzosopranos altos, tenores, barítonos y bajos.

## Estructura

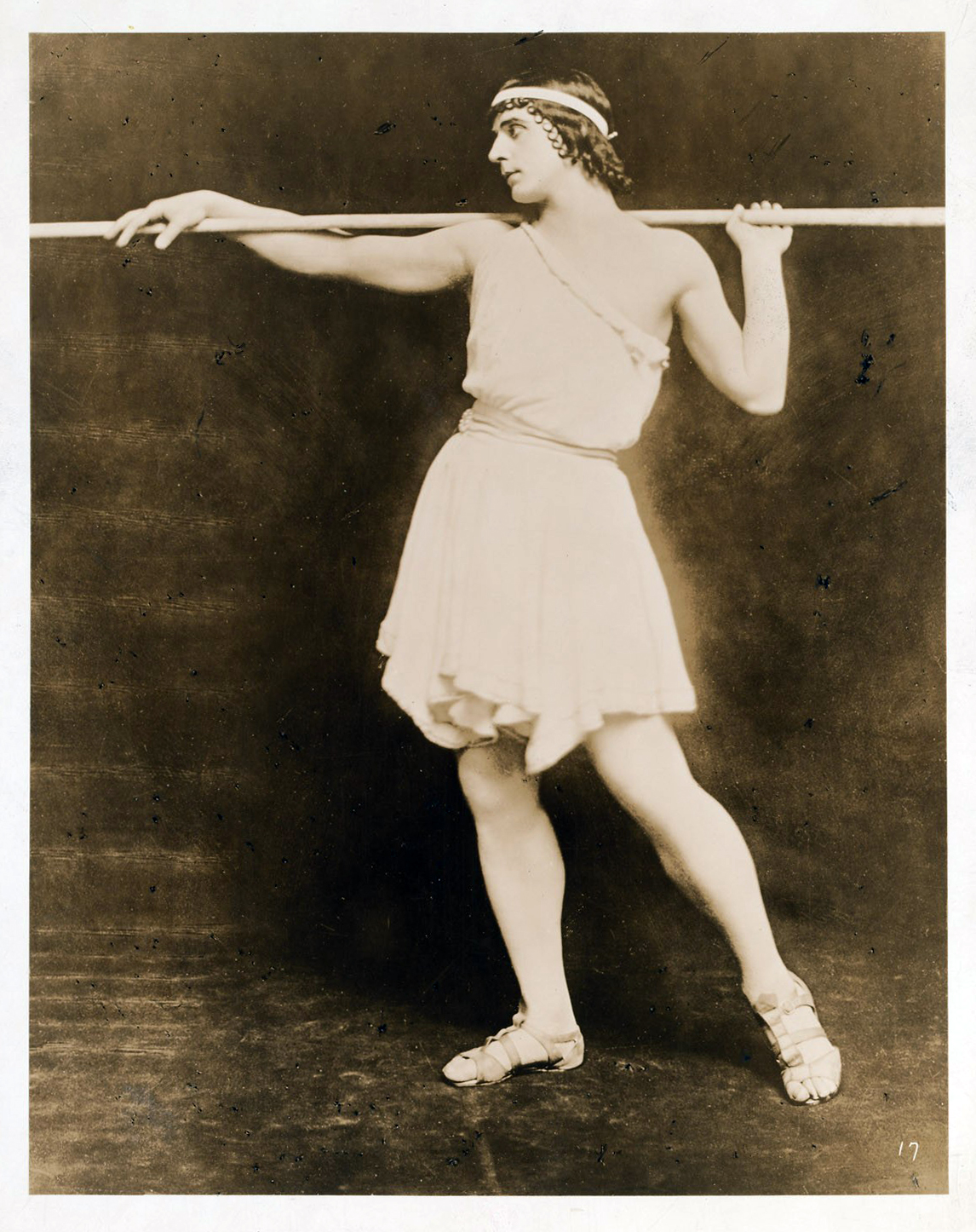
Michel Fokine, Daphnis et Chloé, c. 1910

El único acto del que se compone el ballet consta de tres cuadros:
Primer cuadro
- Introducción
- Danza religiosa
- Danza de las jóvenes
- Danza grotesca de Dorcón
- Danza ligera y graciosa de Dafnis
- Danza de Liceion. (Una luz irreal envuelve el paisaje)
- Danza lenta y misteriosa de las Ninfas. (Detrás de la escena, se oyen voces).

Segundo cuadro
- Introducción
- Danza guerrera
- Danza suplicante de Cloe

Tercer cuadro
(Solo el murmullo de los riachuelos, crecidos por el rocío que corre entre las rocas)
- Amanecer
- Pantomima (amores de Pan y Sírinx)
- Danza general (Bacanal)